# Bisdom Brejo
Het bisdom Brejo (Latijn: Dioecesis Breiensis) is een rooms-katholiek bisdom met als zetel Brejo, in Brazilië. Het bisdom is suffragaan aan het aartsbisdom São Luís do Maranhão.

## Geschiedenis
Het bisdom werd opgericht op 14 september 1971, uit delen van het aartsbisdom São Luís do Maranhão. 

## Parochies
Het bisdom had in 2020 een oppervlakte van 21.218 km2 en telde 520.260 inwoners waarvan 94,9% rooms-katholiek was.

## Bisschoppen
- Afonso de Oliveira Lima (29 november 1971 - 25 september 1991)
- Valter Carrijo (25 september 1991 - 5 mei 2010; coadjutor sinds 18 januari 1989)
- José Valdeci Santos Mendes (5 mei 2010 - heden)

São Luís do Maranhão (aartsbisdom) · Bacabal · Balsas · Brejo · Carolina · Caxias do Maranhão · Coroatá · Grajaú · Imperatriz · Pinheiro · Viana · Zé Doca